# Amuré
Amuré ist eine französische Gemeinde mit 429 Einwohnern (Stand: 1. Januar 2022) im Département Deux-Sèvres in der Region Nouvelle-Aquitaine. Sie gehört zum Arrondissement Niort und zum Kanton Frontenay-Rohan-Rohan. Die Einwohner werden Amuréens genannt.

## Geographie
Amuré liegt in der Landschaft Saintonge am Rand der Marais Poitevin und gehört zum Regionalen Naturpark Marais Poitevin. Umgeben wird Amuré von den Nachbargemeinden Sansais im Norden, Frontenay-Rohan-Rohan im Osten, Épannes im Süden und Südosten, Le Bourdet im Süden und Südwesten sowie Saint-Georges-de-Rex im Westen und Nordwesten.

## Bevölkerungsentwicklung
| Jahr                      | 1962 | 1968 | 1975 | 1982 | 1990 | 1999 | 2006 | 2013 |
| Einwohner                 | 318  | 288  | 257  | 282  | 327  | 322  | 422  | 472  |
| Quelle: Cassini und INSEE |      |      |      |      |      |      |      |      |

## Sehenswürdigkeiten
- Kirche